# Microsoft 365
Microsoft 365 und teilweise Office 365 (ehemals nur Office 365) ist eine Kombination bestehend aus einem Onlinedienst, einer Office-Webanwendung und einem Office-Software-Abonnement von Microsoft Office. Microsoft 365 gibt es als Single- oder Family-Version, die für Privatkunden bestimmt ist, sowie als Business-Paket. Im Enterprise-Paket für Unternehmen hat man die Wahl zwischen Office 365 und Microsoft 365. Der Funktionsumfang unterscheidet sich erheblich; trotz des teilweise gemeinsamen Namens sind darin zum Teil völlig unterschiedliche Dienste enthalten.
Microsoft 365 und Office 365 bieten den Anwendern die Möglichkeit, ortsunabhängig von jedem unterstützten Endgerät aus zu arbeiten. Gespeicherte Daten befinden sich in Rechenzentren von Microsoft, zu denen der Zugriff über das Internet möglich ist.

## Software und Dienstleistungen
Die Webanwendungen unter Microsoft 365 Online beinhalten die Onlineversionen von Word, Outlook, OneNote, PowerPoint, Excel und OneDrive sowie je nach Tarif auch Microsoft Project und Microsoft Visio. Office Online ist eine eigenständige Webanwendung und kann von jedem mit einem Microsoft-Account kostenlos und unabhängig vom Betriebssystem genutzt werden.
Microsoft 365 Online ist mit den ebenfalls kostenlosen Angeboten Google Docs, Sheets, Slides und Forms oder Zoho Office Suite vergleichbar.
Das kostenpflichtige Microsoft-365-Abonnement beinhaltet, je nach Tarif, neben den genannten Webanwendungen zusätzliche Serviceangebote, wie z. B. eine professionelle E-Mail-Lösung oder Webspace für eine Website. Bis hierher ist das Angebot der entsprechenden Tarife unabhängig vom Betriebssystem mit einem Browser nutzbar und ist damit auch mit dem kostenpflichtigen Angebot von Google Apps zu vergleichen.
Tarifabhängig kommen noch die mit mehr Funktionen versehenen Desktopversionen der Office-Anwendungen hinzu, sowie Access, Publisher und seit neustem auch Teams als Online- und Desktop-Version. Die Desktopanwendungen benötigen eines der zwei Betriebssysteme Microsoft Windows oder Mac und werden für die Dauer des Abonnements automatisch aktualisiert.
Office Graph ist eine Komponente, die im Hintergrund von Office 365 ihren Dienst verrichtet. Sie sammelt und vernetzt Daten verschiedener Office-Produkte von Microsoft. Dabei setzt Office Graph unter anderem maschinelles Lernen ein. Es werden nicht nur die Daten, sondern auch die Interaktion der Nutzer mit den Daten und untereinander analysiert. Ziel ist eine Art softwarebasierter persönlicher Assistent, der einen bei der Arbeit unterstützt, indem er auf möglicherweise interessante Dateien und Kontakte hinweist. Dabei werden nur Daten berücksichtigt, auf welche der Nutzer auch Zugriffsrechte besitzt.
Bei Exchange Online, Lync Online und SharePoint Online handelt es sich um Dienste, die in der Cloud bereitgestellt werden. Das bedeutet, dass sich der Anwender nicht um die Wartung der Programme oder die Administration eines Servers kümmern muss. Auch Aktualisierungen werden automatisch installiert und stehen sofort zur Verfügung. Das Büropaket Microsoft Office mit Word, Excel, PowerPoint und Co. kann entweder komplett heruntergeladen und installiert oder gestreamt werden. Letzteres bedeutet, dass die Anwendungen aus dem Internet geladen und nicht dauerhaft eingerichtet werden. Die Streaming-Funktion ist nur auf einem Computer mit Windows 7, Windows 8 und Windows 10 möglich, ältere Versionen des Betriebssystems und OS X werden nicht unterstützt.
Microsoft garantierte eine Verfügbarkeit aller Anwendungen und Dienste in Office 365 von 99,9 Prozent im Jahresmittel.
Im Zuge der Einführung von Office 365 hat Microsoft damit begonnen, auch Software für Smartphones und Tablets anderer Hersteller zu produzieren, die den Zugriff auf Office 365 erleichtern sollen. Dazu gehören zum Beispiel Microsoft Teams für Android und für iOS, die eine VoIP-Verbindung ermöglichen, sowie SharePoint für iPhone und iPad. Seit dem Juni 2013 gibt es außerdem Office Mobile für iPhone, das eine Bearbeitung von Word-, Excel- und PowerPoint-Dateien auf dem iPhone ermöglicht. Voraussetzung ist ein aktives Abonnement für Office 365.

## Microsoft 365 Online
Microsoft 365 Online ist ein Online-Office, das als kostenlose Webanwendung angeboten wird und Teil des Programmpakets Microsoft Office.
Die kostenlose Variante ist im Vergleich zu den Desktopversionen in ihrem Funktionsumfang reduziert. Bei den Anwendungen handelt es sich um Online-Versionen von Word, Outlook.com (E-Mail, Adressbuch, Kalender mit Terminverwaltung, To-do-Liste), Excel, OneNote, PowerPoint und OneDrive als Online-Datenspeicher. Office Online ist mit allen gängigen Webbrowsern ausführbar und damit unabhängig vom Betriebssystem des Rechners. Google Docs, Sheets, Slides und Forms sind vergleichbare Webanwendungen.

## Microsoft 365 Copilot
Microsoft 365 Copilot ist eine Assistentenfunktion mit künstlicher Intelligenz für Microsoft 365-Anwendungen und -Dienste, zu denen die Produktivitätssuite mit Programmen wie Word, Excel, PowerPoint und Outlook gehört. Die Integration von Copilot in Microsoft 365, ist zunächst für eine kleine Anzahl von Unternehmen und Einzelpersonen zu Testzwecken verfügbar. Copilot nutzt das große Sprachmodell GPT-4 von OpenAI mit Microsoft Graph, um Benutzer bei einer Reihe von Aufgaben zu unterstützen.

## Geschichte
Office 365 geht auf die sogenannte Business Productivity Online Suite (BPOS) zurück, die Microsoft ausschließlich für kleine und mittelständische Unternehmen angeboten hatte. Im Oktober 2010 wurde Office 365 offiziell als Nachfolger präsentiert. Nach einer geschlossenen Betaphase wurde Office 365 im Juni 2011 in den regulären Betrieb überführt. Anschließend wurde angekündigt, das bestehende Angebot (BPOS beziehungsweise Office Live) werde spätestens zum 1. Mai 2012 eingestellt.
Seit der Einführung von Office 2013 bietet Microsoft den Dienst auch Privatpersonen an. Im Rahmen von monatlich oder jährlich zu bezahlenden Abonnements erhält der Käufer das Recht, die Desktopsoftware auf zwei bzw. fünf Geräten zu installieren, sowie zusätzlichen Speicherplatz bei OneDrive, Freiminuten für Skype und Zugriff auf die Office Web Apps. Im Mai 2013 meldete Microsoft, die jüngste Version von Office 365 sei seit der Einführung über 10 Millionen Mal verkauft worden. Ende 2013 startete der Konzern das Student-Advantage-Programm, über das Lernende der teilnehmenden Bildungseinrichtungen im DreamSpark-Shop kostenfrei eine Lizenz für Office 365 ProPlus beziehen können.
Im vierten Quartal des Jahres 2017 nahm Microsoft zum ersten Mal mehr durch Office 365 als durch die traditionelle Office-Suite ein.
Am 21. April 2020 gab es ein Rebranding des Microsoft Office mit Paket-Erweiterungen um weitere Microsoft-Dienste.

## Tarife
Microsoft bietet zahlreiche Tarife, die sich in folgende Kategorien unterteilen:
- Privat (Für zu Hause) dazu zählen drei Varianten: die kostenlose Microsoft Office Online, Single für 1 Person mit 1 TB Speicher, Family für 6 Personen mit 6 TB Speicher.
- Business geeignet für Unternehmen mit bis zu 300 Mitarbeitern. Dazu zählen Pläne wie: Apps for Business, Business Basic, Business Standard, Business Premium. Apps for Business, beinhaltet die Installation von Office 365 Apps (Word, Excel, Outlook, PowerPoint) auf dem Desktop. Business Basic, beinhaltet diese Office 365 Apps nur als Webversion. Business Standard ist ein Bundle von diesen beiden Plänen (Apps for Business + Business Basic). Business Premium, beinhaltet wiederum Business Standard und ua. Azure Virtual Desktop, Defender für Business, Defender für Office 365.[17]
- Enterprise für größere Unternehmen ohne Begrenzung bei der Zahl der Nutzer, Rund-um-die-Uhr Telefonsupport von Microsoft, ansonsten ungefähr vergleichbar mit Business Plänen. Dazu zählen Office 365 Pläne wie E1, E3 und E5 oder entsprechend für Bildungseinrichtungen A1, A3 und A5. Microsoft 365 Pläne beinhalten Office 365, Windows 10 Enterprise und Enterprise Mobility + Security. Ein wesentlicher Unterschied zu den Business-Plänen besteht darin, dass Nutzer, die eine E3- oder E5-Lizenz haben, auch die User CAL (Client Access License) für die OnPremise-Varianten wie Exchange und Sharepoint erhalten.[18]
- Windows 365 wurde am 2. August 2021 eingeführt als Virtual Desktop in Azure Cloud. Windows 10/11 samt Programmen, Daten und Einstellungen liegt in der Cloud und Nutzer können von beliebigen Geräten mit Browser darauf zugreifen.[19]

## Varianten
Microsoft bietet Microsoft 365 in mehreren Tarifen an. Mit Stand April 2020 gibt es folgende Editionen, wobei die Varianten für Non-Profit-Organisationen und Behörden jenen der Business-Basic-, Business-Standard- und der Enterprise-Varianten entsprechen.
| Edition                                  | Privat        | Privat         | Privat         | Business | Business | Business | Business   | Enterprise | Enterprise | Enterprise | Enterprise | Bildung    | Bildung    | Bildung    | FirstLine  |
| Edition                                  | Office Online | Single         | Family         | Apps     | Standard | Premium  | Basic      | Apps       | E1         | E3         | E5         | A1         | A3         | A5         | F1         |
| ---------------------------------------- | ------------- | -------------- | -------------- | -------- | -------- | -------- | ---------- | ---------- | ---------- | ---------- | ---------- | ---------- | ---------- | ---------- | ---------- |
| Geräte pro Nutzer (PC/Tablet/Smartphone) | —             | maximal 5      | 5/5/5          | 5/5/5    | 5/5/5    | 5/5/5    | 5/5/5      | –/5/5      | –/5/5      | 5/5/5      | 5/5/5      | –/5/5      | 5/5/5      | 5/5/5      | –/5/5      |
| Max. Nutzer                              | 1             | 1              | 6              | 300      | 300      | 300      | 300        | unbegrenzt | unbegrenzt | unbegrenzt | unbegrenzt | unbegrenzt | unbegrenzt | unbegrenzt | unbegrenzt |
| Kommerzielle Nutzung                     | nein          | nein           | nein           | ja       | ja       | ja       | ja         | ja         | ja         | ja         | ja         | nein       | nein       | nein       | ja         |
| Skype-Freiminuten weltweit               | nein          | 60 Min / Monat | 60 Min / Monat | nein     | nein     | nein     | nein       | nein       | nein       | nein       | nein       | nein       | nein       | nein       | nein       |
| E-Mail-Postfachgröße                     | 15 GB         | 50 GB          | 50 GB          | —        | 50 GB    | 50 GB    | 50 GB      | —          | 50 GB      | 100 GB     | 100 GB     | 50 GB      | 100 GB     | 100 GB     | 2 GB       |
| OneDrive-Speicher                        | 5 GB          | 1 TB           | 1 TB           | 1 TB     | 1 TB     | 1 TB     | 1 TB       | 1 TB       | 1 TB       | unbegrenzt | unbegrenzt | unbegrenzt | unbegrenzt | unbegrenzt | 2 GB       |
| Word                                     | nur WebApp    | ja             | ja             | ja       | ja       | ja       | nur WebApp | ja         | nur WebApp | ja         | ja         | nur WebApp | ja         | ja         | nur WebApp |
| Excel                                    | nur WebApp    | ja             | ja             | ja       | ja       | ja       | nur WebApp | ja         | nur WebApp | ja         | ja         | nur WebApp | ja         | ja         | nur WebApp |
| PowerPoint                               | nur WebApp    | ja             | ja             | ja       | ja       | ja       | nur WebApp | ja         | nur WebApp | ja         | ja         | nur WebApp | ja         | ja         | nur WebApp |
| OneNote                                  | nur WebApp    | ja             | ja             | ja       | ja       | ja       | nur WebApp | ja         | nur WebApp | ja         | ja         | nur WebApp | ja         | ja         | nur WebApp |
| Outlook                                  | nur WebApp    | ja             | ja             | ja       | ja       | ja       | nur WebApp | ja         | nur WebApp | ja         | ja         | nur WebApp | ja         | ja         | nur WebApp |
| Publisher                                | nein          | ja             | ja             | ja       | ja       | ja       | nein       | ja         | nein       | ja         | ja         | nein       | ja         | ja         | nein       |
| Access                                   | nein          | ja             | ja             | ja       | ja       | ja       | nein       | ja         | nein       | ja         | ja         | nein       | ja         | ja         | nein       |
| Sway                                     | ja            | ja             | ja             | ja       | ja       | ja       | ja         | ja         | ja         | ja         | ja         | ja         | ja         | ja         | ja         |
| Skype for Business                       | nein          | nein           | nein           | nein     | nein     | ja       | ja         | nein       | ja         | ja         | ja         | ja         | ja         | ja         | nein       |
| Yammer                                   | nein          | nein           | nein           | nein     | nein     | nein     | nein       | nein       | ja         | ja         | ja         | nein       | nein       | nein       | ja         |
| SharePoint                               | nein          | nein           | nein           | nein     | ja       | ja       | ja         | nein       | ja         | ja         | ja         | ja         | ja         | ja         | ja         |
| Exchange                                 | nein          | nein           | nein           | nein     | ja       | ja       | ja         | nein       | ja         | ja         | ja         | ja         | ja         | ja         | ja         |
| Microsoft Teams                          | nein          | nein           | nein           | nein     | ja       | ja       | ja         | nein       | ja         | ja         | ja         | ja         | ja         | ja         | ja         |
| Planner                                  | nein          | nein           | nein           | nein     | nein     | ja       | ja         | nein       | ja         | ja         | ja         | nein       | nein       | nein       | nein       |
| StaffHub                                 | nein          | nein           | nein           | nein     | nein     | ja       | nein       | nein       | ja         | ja         | ja         | ja         | ja         | ja         | ja         |
| Power BI Pro                             | nein          | nein           | nein           | nein     | nein     | nein     | nein       | nein       | nein       | nein       | ja         | nein       | nein       | ja         | nein       |
| Forms                                    | nein          | nein           | nein           | nein     | nein     | nein     | nein       | nein       | nein       | nein       | nein       | ja         | ja         | ja         | nein       |
| Stream                                   | nein          | nein           | nein           | nein     | nein     | ja       | nein       | nein       | ja         | ja         | ja         | ja         | ja         | ja         | ja         |
| Power Automate                           | nein          | nein           | nein           | nein     | ja       | ja       | ja         | nein       | nein       | nein       | nein       | ja         | ja         | ja         | ja         |
| PowerApps                                | nein          | nein           | nein           | nein     | nein     | nein     | nein       | nein       | nein       | nein       | nein       | ja         | ja         | ja         | nein       |
| School Data Sync                         | nein          | nein           | nein           | nein     | nein     | nein     | nein       | nein       | nein       | nein       | nein       | ja         | ja         | ja         | nein       |
| Bookings                                 | nein          | nein           | nein           | nein     | ja       | ja       | nein       | nein       | nein       | ja         | ja         | nein       | ja         | ja         | nein       |
| 1. 2. 3. 4. 5. 6.                        |               |                |                |          |          |          |            |            |            |            |            |            |            |            |            |

Es ist möglich, zwischen den einzelnen Tarifen zu wechseln, jedoch nicht zwischen Personal oder Home und den Business und Enterprise Tarifen.

## Kritik

### Sicherheit, Integrität und Datenschutz
Durch Gesetze der US-Bundesregierung wie FISA und Patriot Act haben US-Geheimdienste sowie kooperierende Geheimdienste weiterer Staaten Zugriff auf Anwenderdaten auch in der Europäischen Union. Obwohl Microsoft in einer Pressekonferenz zum Thema Datenschutz die konsequente Einhaltung europäischer und deutscher Datenschutzrichtlinien beteuerte, können Office-365-Administratoren exakt sehen, welche Aktionen Anwender wann in ihrem E-Mail-Konto ausführten, wenn sie Zugriffsrechte für die Ziel-E-Mail-Konten haben. Man sieht, welche E-Mails wer wann las, welche Anhänge geöffnet wurden und woher die Nachricht kam – und vieles mehr. Das Activities API ist eine Programmierschnittstelle, die ähnliche Angaben liefert, wie sie E-Mail-Admins erhalten, die E-Mailserver selbst im Haus betreiben. Auf konkrete Nachfrage hin gestand Microsoft die Existenz dieser „undokumentierten Funktion“ ein. Trotz Geltung der Datenschutz-Grundverordnung in der EU wurden Anwender über diese Funktionen zuvor nicht informiert.
Am 13. November 2018 wurde berichtet, eine Untersuchung der niederländischen Regierung komme zu dem Ergebnis, Microsoft Office 2016 und „365“ sammele persönliche Nutzerdaten und verstoße gegen die DSGVO. Microsoft hat auf diese Kritik reagiert und einige Änderungen vorgenommen. Dies wird aus der erneuten Prüfung vom 29. Juli 2019 ersichtlich, obwohl die Untersuchung noch offene Punkte sieht, wie. z. B. Daten über die Anzahl von Seiten, Absätzen etc. wurden signifikante Änderungen vorgenommen.

### Risiken von Microsoft 365 an Schulen
Am 18. September 2020 wurde die baden-württembergische Kultusministerin Susanne Eisenmann mit einem BigBrotherAward in der Kategorie Digitalisierung ausgezeichnet, weil sie Microsoft 365 an den Schulen ihres Bundeslandes einführen will. Laudatorin Leena Simon kritisierte, dass dabei die Daten von Lehrer und Schülern auf Servern von Microsoft lägen und dort nicht vor dem Zugriff von US-Geheimdiensten geschützt seien. Das sei auch dann der Fall, wenn die Server in Europa lägen. Zudem könne Microsoft das Verbot von Produktwerbung in Schulen umgehen. Eisenmann hatte zuvor versucht, den Einsatz von Microsoft 365 durch eine beim Microsoft-Partner PricewaterhouseCoopers in Auftrag gegebene Datenschutz-Folgenabschätzung legitimieren zu lassen. Diese Studie wurde nicht veröffentlicht. Der Landesdatenschutzbeauftragte Stefan Brink unterzog das Programm in einem vom Parlament finanzierten Pilotprojekt einem Praxistest und ließ in einem Schreiben an das Kultusministerium kein gutes Haar daran: „Es gebe inakzeptabel hohe datenschutzrechtliche Risiken.“ Auf der Bildungsmesse Didacta hat sich Microsoft in einem Interview zu den Vorwürfen geäußert und konkrete Maßnahmen für einen besseren Datenschutz versprochen, aber auch Fehler bei der Kommunikation eingestanden.

### Zunehmende Preiserhöhungen
Im August 2021 kündigte Microsoft an, die Preise der Abonnements von Microsoft 365 deutlich zu erhöhen. Diese bewegten sich bei jährlicher statt monatlicher Abrechnung zwischen rund 10 und 21 Prozent und variieren abhängig vom gewählten Paket. Stichtag war der 1. März 2022. Bis dahin konnten Kunden ihr Abo noch zu den alten Preisen verlängern, ehe für alle die neuen Konditionen gelten.
Das klassische, bis dahin kostenfrei nutzbare Teams wurde im Februar 2023 mit Wirkung zum 12. April 2023 abgekündigt. Microsoft empfiehlt den Umstieg auf Teams Essentials, wofür ein monatliches Abo abgeschlossen werden muss. Dennoch bietet der Konzern weiterhin eine Gratis-Version. In dieser sind jedoch einige Funktionen eingeschränkt, die vor allem Unternehmenskunden verwendet haben, wie etwa die Verwaltung des Tenant, oder auch die maximale Anzahl der Mitglieder. Außerdem ist kein automatischer Umzug möglich. Betroffene Kunden haben nur wenige Wochen Zeit für eine Entscheidung, da Microsoft die klassische Version ab dem 12. April 2023 abschaltet und alle darin enthaltenen Nutzerdaten löscht. Teams ist auch Teil der Microsoft 365 Pakete.
Bis April gab es eine Version von Teams, die in jedem Microsoft 365 Abo-Paket enthalten war. Dies änderte sich im April 2023, als Microsoft Teams Premium einführte. Dies setzt sich sowohl aus neuen Funktionen zusammen, allerdings auch einigen, die bislang im Microsoft 365 Abo enthalten waren. Letztere sind ab sofort nicht mehr im normalen Abo inklusive und müssen mit Teams Premium zusätzlich abonniert werden, darunter Ende-zu-Ende-Verschlüsselung für Besprechungen, Wasserzeichen, benutzerdefinierte Hintergründe, in Echtzeit übersetzte Untertitel und weitere. Zu Beginn soll Teams Premium rund 7 Euro pro Monat zusätzlich zur Microsoft 365 Lizenz kosten. Im Verlauf des Jahres ist eine Preissteigerung auf rund 10 Euro pro Monat und Nutzer geplant. Wer Funktionen aus Teams Premium benötigt, die zuvor im Office 365 Teams enthalten waren, für den stellt dies eine indirekte Preiserhöhung dar.
Zum Jahresbeginn 2023 gab das Unternehmen bekannt, die Preise für die Cloud-Abos erneut weltweit zu erhöhen. Je nach Währung schwanken die Aufpreise zwischen 9 und 15 Prozent und sind für Kunden ab dem 1. April 2023 zu zahlen. Im Euro-Raum liegt die Teuerung bei 11 Prozent. Außerdem behält sich Microsoft zukünftig vor, zweimal im Jahr die Preise anzupassen. Begründet wurde dies mit Schwankungen durch Wechselkurse der Währungen. On-Premise Lizenzen, die der Kunde auf eigener Hardware ohne Abo-Modell betreibt, sind bislang davon ausgenommen.
Der Verband Cloud Infrastructure Services Providers in Europe (kurz CISPE) kritisierte dies: Die Preissteigerungen würden an Erpressung reichen. Er wirft Microsoft außerdem vor, die Kunden derart von seinen Produkten abhängig gemacht zu haben, dass sie die Preise beliebig erhöhen können – da die Kunden über Abos an Microsoft gebunden sind und daher wenig Wahlmöglichkeiten haben. Durch die unterschiedlichen Laufzeiten der Kunden gäbe es Fälle, bei denen diese mit insgesamt 30 bis 40 Prozent an Mehrkosten konfrontiert. Branchenkenner werfen aber auch den betroffenen Unternehmenskunden vor, die negativen Seiten von Abo-Modellen in der Cloud sowie die damit oft einhergehende starke Bindung lange Zeit verdrängt zu haben. Dies könne nicht alleine durch staatliche Maßnahmen gelöst werden. Die Unternehmenskunden müssten daher Eigenverantwortung übernehmen und genau prüfen, ob sie die Risiken eingehen, oder ihre eigenen IT-Systeme betreiben und dafür ggf. Lizenzen erwerben.

## Ausfälle

### 20. April 2023
Am Nachmittag des 20. April 2023 meldete Microsoft einen Ausfall der eigenen Cloud-Dienste im Web. Betroffen waren das Microsoft/Office-365-Paket, Exchange Online, SharePoint Online, Yammer Enterprise, Planner, Microsoft Teams und Microsoft 365 Web. Der Ausfall äußerte sich bei den Konsumenten auf unterschiedliche Art. Manche konnten sich nicht in ihrem Microsoft-Konto anmelden, während andere auf der Office-Startseite keine Anwendungen angezeigt bekamen. Mitarbeiter in Unternehmen erhielten eine Fehlermeldung, dass die Cloud-Abos noch nicht aktiviert wurden und man sich an den lokalen Support wenden solle. Dies war irreführend, da das Problem durch eine fehlerhafte Caching-Infrastruktur in der Azure Active Directory Cloud aufgetreten ist, die keine Daten lieferte (Timeout). Am späten Abend verkündete der Konzern auf Twitter, dass die Probleme gelöst seien. In den Kommentaren berichteten einige Nutzer auch danach noch von Störungen und anderen Problemen.

### 24. April 2023
Die Suchfunktion in einer Vielzahl von Microsoft-365-Cloud-Diensten fiel am frühen Nachmittag des 24. April 2023 aus. Den Nutzern wurde dadurch fälschlicherweise angezeigt, dass ihre Suche keine Ergebnisse liefere. Am Abend des gleichen Tages meldete der Konzern, dass man einen vorläufigen Fix entwickelt habe. Dieser werde noch intern getestet und stehe bis zum Abschluss der Prüfung nicht zur Verfügung.

### 19. Juli 2024
Im Zusammenhang mit einem Ausfall von Microsoft Azure war Microsoft 365 für einige Benutzer nicht nutzbar. In zahlreichen Ländern hat die Panne gravierende Probleme ausgelöst und vor allem den Flugverkehr lahmgelegt. Auch Medienunternehmen sind von den Ausfällen betroffen. Experten halten die Computerausfälle wegen ihres globalen Ausmaßes für beispiellos.